# Patrício Freire
Patrício Freire (ur. 7 lipca 1987 w Natal) – brazylijski zawodnik mieszanych sztuk walki (MMA). Były mistrz Bellator MMA w wadze piórkowej z 2014 i 2017 oraz wagi lekkiej z 2019. Od 2025 związany z największą organizacją MMA na świecie – UFC.
Jest młodszym bratem Patricky'ego Freire, również zawodnika MMA.

## Kariera MMA

### Wczesna kariera
W MMA zadebiutował 9 marca 2004. Do 2009 toczył pojedynki na lokalnych galach w Brazylii, notując od debiutu bilans 12 zwycięstw bez porażki. 

### Bellator MMA
22 kwietnia 2010 zadebiutował w amerykańskiej organizacji Bellator FC, startując w turnieju wagi piórkowej (do 66 kg) gdzie w drodze do finału pokonywał Williama Romero i Wilsona Reisa, natomiast w samym finale rozegranym 24 czerwca 2010 uległ na punkty Josephowi Warrenowi. W marcu 2011 wziął udział w kolejnym turnieju, tym razem wygrywając go, pokonując kolejno Gieorgija Karachaniana, ponownie Wilsona Reisa - obu przez nokaut, oraz w finale Daniela Masona-Strausa jednogłośnie na punkty, stając się tym samym pretendentem do pasa mistrzowskiego.
13 stycznia 2013 zmierzył się o pas wagi piórkowej Bellatora z Patem Curranem z którym ostatecznie przegrał niejednogłośną decyzją sędziów. Pod koniec 2013 wygrał kolejny turniej pretendentów, pokonując trzech rywali w przeciągu trzech miesięcy, od września do listopada. 5 września 2014 zmierzył się w rewanżu z Curranem o mistrzostwo. Freire pokonał obrońcę tytułu jednogłośnie na punkty i został nowym mistrzem. 
W 2015 dwukrotnie udanie bronił tytułu, najpierw 16 stycznia wypunktowując w rewanżu Strausa, następnie 19 czerwca, nokautując Daniela Weichela. W swojej trzeciej obronie pasa 6 listopada 2015 przegrał ze Strausem w ich trzecim starciu, tracąc tym samym tytuł mistrza wagi piórkowej.
26 sierpnia 2016 przegrał przez techniczny nokaut wskutek kontuzji nogi z byłym mistrzem UFC Bensonem Hendersonem.
21 kwietnia 2017 po raz czwarty w karierze zmierzył się ze Strausem, pokonując go przez poddanie w 2. rundzie i odbierając mu pas wagi piórkowej.
14 lipca 2018 obronił tytuł pokonując w rewanżu Daniela Weichela niejednogłośnie na punkty, natomiast 15 listopada tego samego roku po raz drugi obronił mistrzostwo, również pokonując na punkty Emmanuela Sancheza.
11 maja 2019 podczas gali Bellator 221 zmierzył się z mistrzem wagi lekkiej Michaelem Chandlerem o jego tytuł. Freire pokonał Chandlera przez TKO w pierwszej rundzie (1:01), zostając tym samym mistrzem dwóch kategorii wagowych w tym samym czasie.
Podczas sylwestrowej gali Rizin 40 w tokijskiej Saitama Super Arenie, podjął mistrza wagi piórkowej tej organizacji, Klebera Koike Erbsta. Pojedynek ten był jedną z walk wchodzących w skład specjalnego meczu MMA między organizacjami Bellator MMA i Rizin FC. Zwyciężył przez jednogłośną decyzję sędziów.
16 czerwca 2023 jako pierwszy zawodnik w historii organizacji spróbował zdobyć trzeci tytuł mistrzowski, mierząc się z Amerykaninem, Sergio Pettisem o pas mistrzowski wagi koguciej. Przegrał jednogłośną decyzją sędziów 49-46, 50-45, 50-45).
14 stycznia 2025 po miesiącach internetowych nieporozumień dotyczących jego braku aktywności i sporów kontraktowych, PFL ogłosiło, że „Pitbull” został zwolniony z kontraktu. 

### UFC
W lutym 2025 roku, podpisał kontrakt z największą organizacją MMA na świecie – Ultimate Fighting Championship. Dla nowego pracodawcy zadebiutował 12 kwietnia podczas gali UFC 314 w Miami, na której zawalczył z Yairem Rodríguezem. Freire uległ rywalowi po trzech rundach jednogłośnie na punkty.  
W drugiej walce dla amerykańskiego giganta zmierzył się z Danem Ige, w ramach gali UFC 318, która odbyła się 19 lipca 2025 w Nowym Orleanie. „Pitbull” zwyciężył jednogłośnie na kartach punktowych.  
6 września 2025 na gali UFC Fight Night: Imavov vs. Borralho w Paryżu, zawalczy z byłym mistrzem Oktagon MMA wagi lekkiej oraz piórkowej, Losene Keitą.  

## Osiągnięcia

### Mieszane sztuki walki
- Bellator MMA
  - 2010: Bellator Season Two Featherweight Tournament – finalista turnieju wagi piórkowej
  - 2011: Bellator Season Four Featherweight Tournament – 1. miejsce w turnieju wagi piórkowej
  - 2013: Bellator Season Nine Featherweight Tournament – 1. miejsce w turnieju wagi piórkowej
  - 2014–2015: mistrz Bellator MMA w wadze piórkowej
  - 2017: mistrz Bellator MMA w wadze piórkowej
  - 2019: mistrz Bellator MMA w wadze lekkiej